# Bandeirantes (Paraná)
Bandeirantes is een gemeente in de Braziliaanse deelstaat Paraná. De gemeente telt 32.994 inwoners (schatting 2009).

## Aangrenzende gemeenten
De gemeente grenst aan Abatiá, Andirá, Barra do Jacaré, Cornélio Procópio, Itambaracá, Santa Amélia Santa Mariana en Santo Antônio da Platina.

## Geboren
- Nilmar Honorato da Silva, "Nilmar" (1984), voetballer
- Luiz Rhodolfo Dini Gaioto, "Rhodolfo" (1986), voetballer